# Serge Lindier
Serge Lindier est un dessinateur français, né  à Aubigné le 21 décembre 1951 et mort le 29 novembre 2019 à Rennes,.

## Biographie
Il travaille dans la publicité pendant près de 25 ans avant de rentrer en Bretagne et de se consacrer à l'illustration et à la bande dessinée.
Il est l'auteur de la série humoristique Alan (cinq tomes parus), publiée aux éditions Jos. Alan raconte le quotidien d'un petit breton (baptisé Alan en hommage au musicien Alan Stivell), accompagné de son chien Triskell et son cousin parisien Manu. Cette série s'inspire d'anecdotes sur la Bretagne. Le premier tome d'Alan est paru en 2000.
Après avoir collaboré avec Samuel Buquet sur le cinquième volume d'Alan, tous deux se retrouvent pour un album narrant les aventures d'un jeune corsaire malouin : Malo : La tombe de l'aïeul, publié en 2013 par Jos ; il s'agit de la première bande dessinée de Buquet, dont il assure le dessin et les couleurs avec les méthodes traditionnelles. L'album est tiré à 3 000 exemplaires. À l'origine, une suite est prévue.